# Candide Thovex
Candide Thovex (* 22. Mai 1982 in Annecy, Département Haute-Savoie) ist ein französischer Freestyle-Skifahrer.

## Biographie
Candide Thovex wurde in Annecy geboren und wuchs in La Clusaz auf. Bereits im Alter von zwei Jahren erlernte er das Skifahren. Mit acht Jahren trat er dem Ski-Club in La Clusaz bei.
Im Alter von gerade einmal 14 Jahren wurde er Profi und gewann die französische Meisterschaft in der Disziplin Buckelpiste.
1998 startete er zum ersten Mal bei größeren Ski-Freestyle-Wettbewerben in Riksgränsen (Schweden). 1999 nahm er am Big-Air-Contest der Winter-X-Games teil und erreichte den vierten Platz. Kurze Zeit später wurde er vor allem dadurch bekannt, dass er der erste Skifahrer war, der das Chad's Gap, ein 36 Meter langes Gap im Backcountry der Wasatchkette, erfolgreich überquerte. Er war zu diesem Zeitpunkt erst 16 Jahre alt.

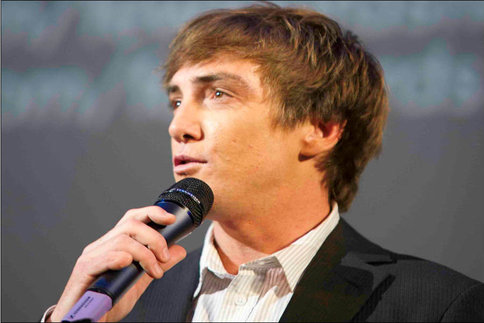
Candide Thovex bei der Premiere des Films Few Words in Paris (2012)

Der Filmemacher Kris Ostness wurde daraufhin auf Thovex aufmerksam und drehte Filme mit ihm.
Mit 17 Jahren gewann Thovex im Jahre 2000 in Mount Snow die Goldmedaille bei den X-Games in der Disziplin Big-Air.
2003 gewann er außerdem den Halfpipe-Wettbewerb jenes Wettbewerbs in Aspen (Colorado).
2010 gewann er die Weltmeisterschaft im Rahmen der Freeride World Tour.

## Sportliche Erfolge

### Winter-X-Games
| Datum | Ort              | Land | Disziplin | Platz |
| ----- | ---------------- | ---- | --------- | ----- |
| 1999  | Crested Butte    | USA  | Big Air   | 4.    |
| 2000  | Mount Snow       | USA  | Big Air   | 1.    |
| 2003  | Aspen (Colorado) | USA  | Halfpipe  | 1.    |

### Freeride World Tour
- Weltmeister der Freeride World Tour 2010